# 平和と人権イニシアティヴ
平和と人権イニシアティヴ（ドイツ語: Initiative Frieden und Menschenrechte, IFM）は、ドイツ民主共和国（東ドイツ）に存在した市民団体。東ドイツの在野の反体制運動としてはもっとも古参で、1986年に名称の通り平和主義と人権の擁護のため創設された。活動はプロテスタント教会の国家からの独立に拠っていたところが大きい。
一時期、主要メンバーが逮捕されるなどで活動が停滞していたが、1989年秋に東欧革命の波が東ドイツに及んでくると活動は再び活発化。民主化運動では穏健派として大きな役割を果たし、ベルリンの壁崩壊につなげた。
1990年にはハンス・モドロウ内閣に創設者の一人 Gerd Poppe が無任所相として入閣したことに続き、新フォーラム、民主主義を今と3団体で政党連合・同盟90を結成。東ドイツ最初で最後の自由選挙となった3月18日の人民議会選挙では 2.9％ の得票で12名の当選者を出した（うちIFMは2名）。また東西ドイツ再統一後の12月2日の連邦議会選挙では、同盟90と東ドイツ緑の党の統一名簿として8名を当選させた（うちIFMは1名）。
1991年9月21日に同盟90が政党連合から単一の政党となったため、IFMもこれに加わった。のちに同盟90が緑の党と合流して同盟90/緑の党を結成したため、IFMの元メンバーも多くはこれに参加した。